# Kunje
Kunje (auch Cunje) ist eine Ortschaft in Angola. Die Gemeinde ist Geburtsort von Isaías Samakuva, dem aktuellen Präsidenten der UNITA, der wichtigsten Oppositionspartei in Angola.

## Geschichte
Das Gebiet war im angolanischen Bürgerkrieg (1975–2002) stark umkämpft und gilt noch nicht als vollständig von Landminen befreit.

## Verwaltung
Kunje ist eine Gemeinde (Comuna) im Landkreis (Municipio) von Kuito, in der Provinz Bié. Die Bevölkerungszahl wurde 2013 auf 30.000 geschätzt, im Zuge der Volkszählung 2014 soll die genaue aktuelle Zahl bestimmt werden.